# Ingo Insterburg

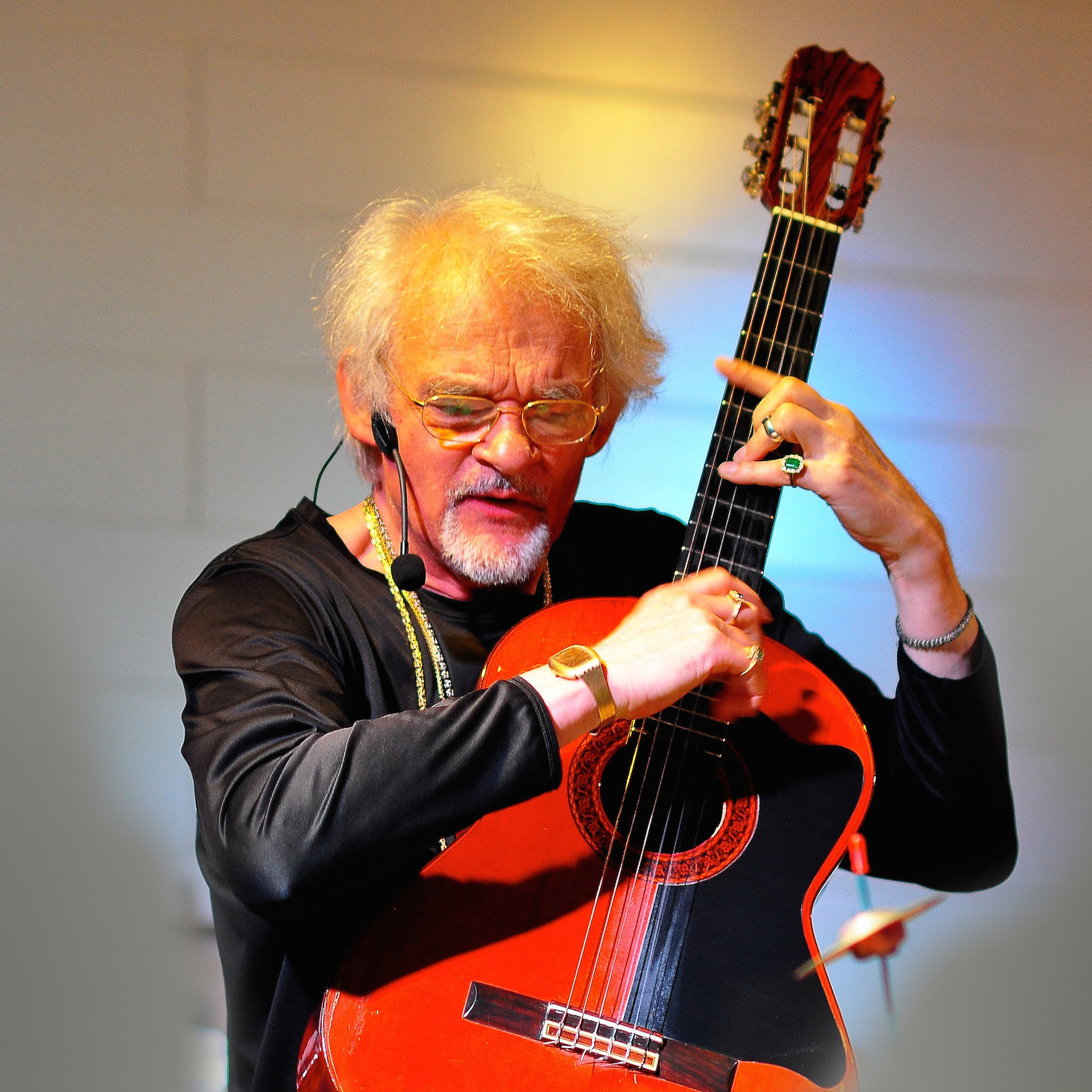
Ingo Insterburg (2012)

Ingo Insterburg, eigentlich Ingo Wetzker (* 6. April 1934 in Insterburg, Ostpreußen; † 27. Oktober 2018 in Berlin), war ein deutscher Musik-Kabarettist, Komiker, Sänger, Multiinstrumentalist, Schriftsteller, Schauspieler, Komponist, Maler und Zeichner.

## Leben
Der gebürtige Ostpreuße floh 1944 mit seiner Familie zunächst nach Zschopau im Erzgebirge und wuchs dann in Bernburg (Saale) auf, das ab 1945 zur SBZ und ab 1949 zur DDR gehörte. An der Oberschule Bernburg erwarb er das Abitur, danach zog er 1953 nach West-Berlin und machte erneut die Abiturprüfung, weil sein DDR-Abitur nicht anerkannt wurde. Insterburg studierte in Berlin von 1954 bis 1959 Kunstpädagogik an der Hochschule für Bildende Künste. 1959 begleitete er Klaus Kinski als Guitar-Ingo bei dessen Brechtballaden und spielte als Solo-Gitarrist die EP Guitar-Ingo ein. Zusammen mit Karl Dall, Jürgen Barz und Peter Ehlebracht gründete er 1967 die Komikergruppe Insterburg & Co., die in dieser Zusammensetzung bis 1979 bestand. Zu seinen bekanntesten Liedern dieser Zeit gehört Ich liebte ein Mädchen, in dem Insterburg meist wenig ergiebige Liebesversuche in verschiedenen Bezirken Berlins, in deutschen Städten und dann in Staaten und Regionen der Erde besingt, bis diese ihn schließlich auf den Mars führen.
Bis 1993 tourte Insterburg mit verschiedenen Besetzungen unter dem alten Bandnamen. 1994 löste Insterburg die Gruppe auf und trat vorerst als Solist auf.
2005 ging Insterburg noch einmal mit Karl Dall auf Tournee. Ab 2011 bildete er mit Lothar „Black“ Lechleiter das Duo „Insterburg & Black“.
Insterburg spielte in vier Kinofilmen mit und verfasste mehrere Bücher. Er baute viele seiner Instrumente selbst. Dazu zählen zahlreiche eigene, oft skurrile Erfindungen, etwa Instrumente aus Küchengeräten wie ein Saxophon aus einem Abwasserschlauch.
Insterburg, der nach eigener Aussage ab 1980 tabak- und alkoholabstinent lebte, warnte bei Auftritten vor Jugendlichen vor den Gefahren des Rauchens und Trinkens. Bis zu seinem 70. Lebensjahr war er passionierter Läufer, der insgesamt 21  Marathonläufe absolvierte. Der überzeugte Vegetarier war Ehrenmitglied im Vegetarierbund Deutschland.
Insterburg lebte in Berlin als Single, nachdem er sich 1964 nach vier Jahren Ehe von seiner Frau getrennt hatte. Er starb am 27. Oktober 2018 an den Folgen von Darmkrebs in einem Hospiz in Berlin-Charlottenburg.
Ingo Insterburg fand seine letzte Ruhestätte auf dem Waldfriedhof Dahlem (Grab-Nr. 010/434).
Ingo Insterburg hatte zwei Söhne, von denen einer bei einem Verkehrsunfall starb, während sein Sohn Wolf Wetzker ihn überlebte.

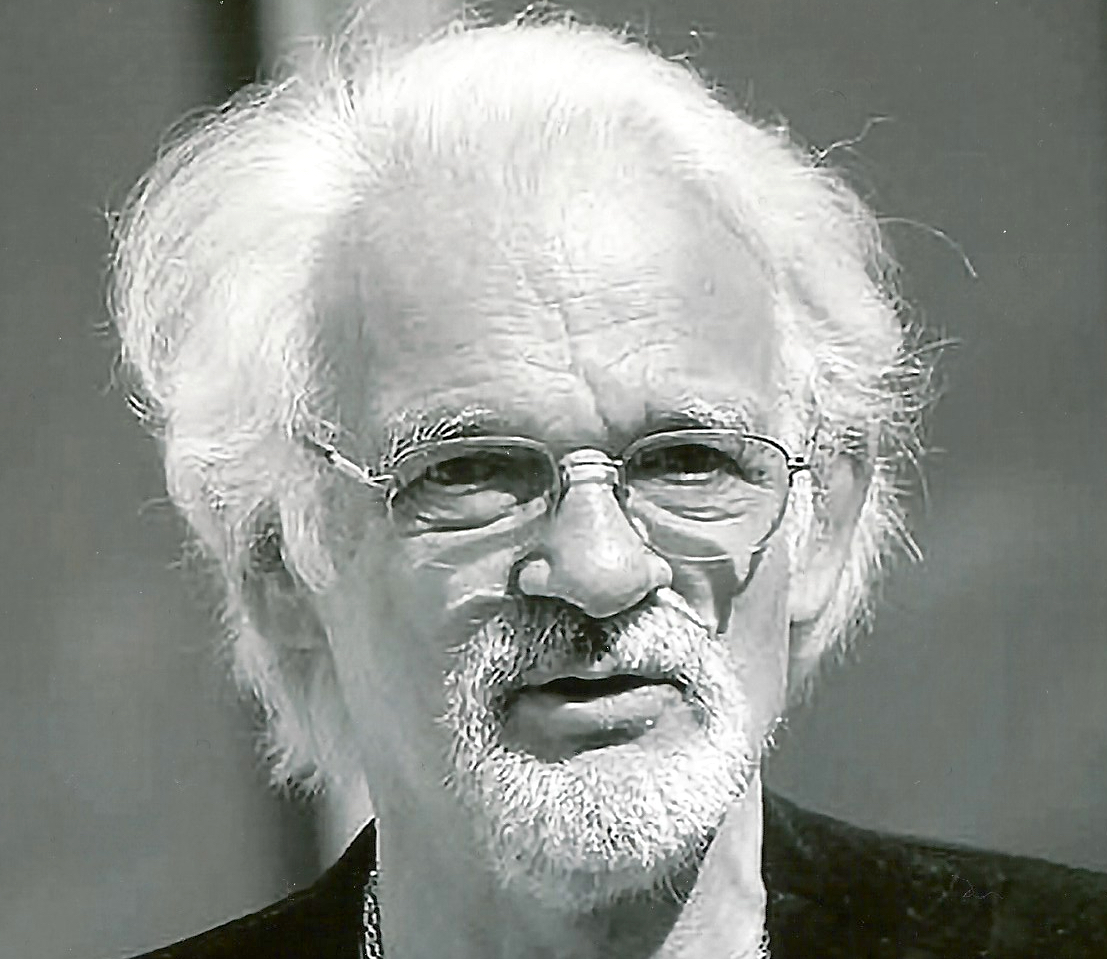
Ingo Insterburg (2016)

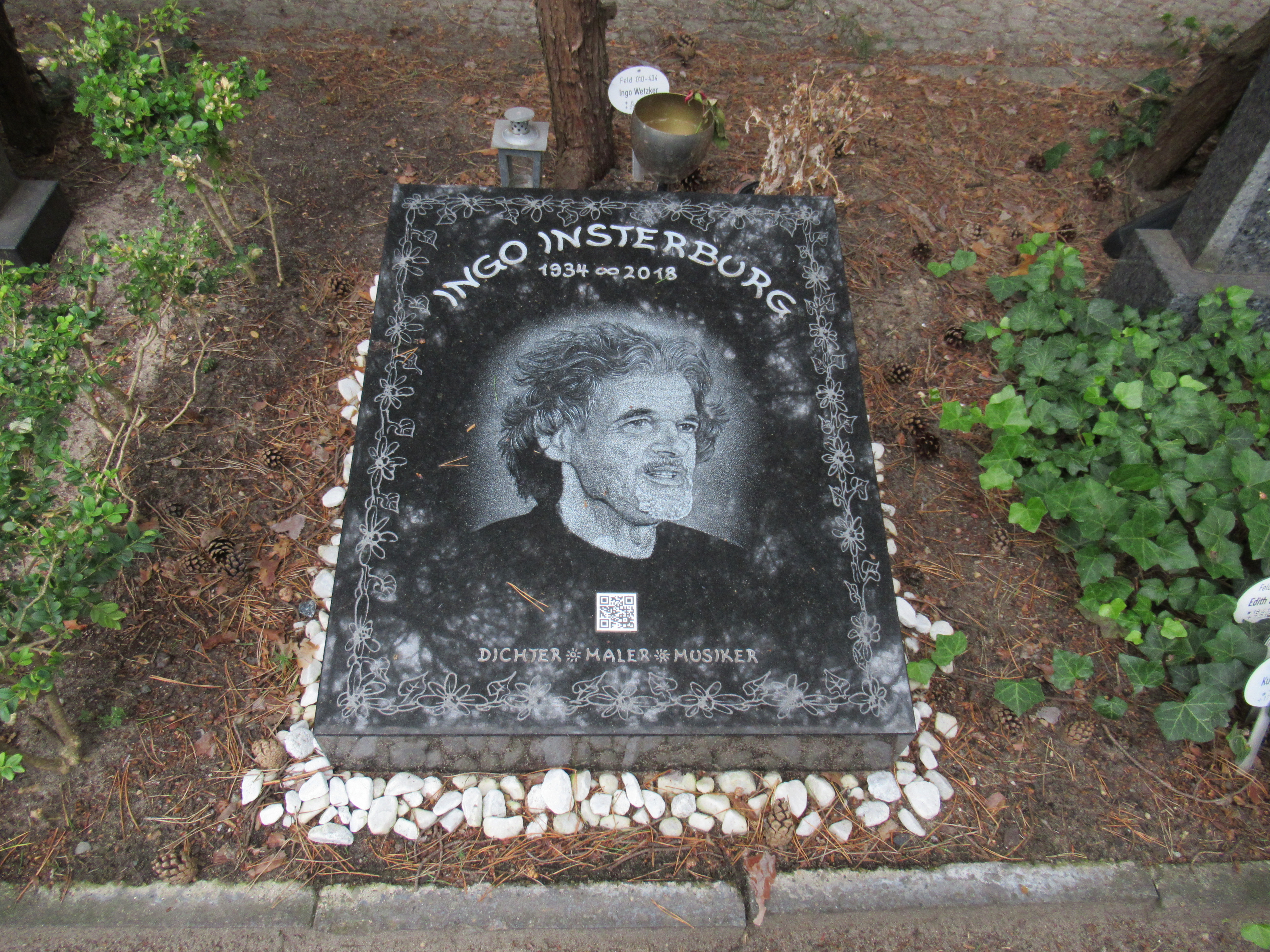
Grabstein für Ingo Insterburg auf dem Waldfriedhof Dahlem

## Werk

### Bühnenprogramme (Auswahl)
- Kunst & Müll[13]
- Ich liebte ein Mädchen[14]
- Höhepunkte aus zwei Künstlerleben[15]

### Diskografie

#### Solo
- 1959: Guitar-Ingo (Amadeo)
- 1968: Barocke Liebeslyrik (mit Jürgen Barz)
- 1970: Ich liebte ein Mädchen in Lichterfelde
- 1995: Ingo Insterburg – ein Virtuose mit Zukunft, live aus dem Osslowski, Gotha (Wortart)
- 1995: Ich liebte ein Mädchen in Pankow (BMG-Amiga, Maxi-CD)
- 1997: Ein Virtuose mit Zukunft
- 2000: Lanzarote (Single)
- 2000: 3×7 Liebeslieder/Liebesspiel-Sonate (Conträr, Doppel-CD)
- 2001: Rosenöl-Sonate/Alte Klassik – Neue Lieder (Conträr, Doppel-CD)
- 2002: Gymnastiklehrerin à gogo (Single)

#### Insterburg & Co.
- 1968: Eins – Zwei – Drei und Zwischenspiel … (Philips)
- 1968: Geschwister Jacob & Insterburg & Co – Quartett Im Bett – (Original-Filmmusik, CBS)
- 1969: Popklamotten (Philips)
- 1970: Laßt uns unsern Apfelbaum (Philips)
- 1971: Musikalisches Gerümpel (Philips)
- 1972: Lieder aus Kunst und Honig (Philips)
- 1972: Sketsch Up (Philips)
- 1973: Hohe Schule der Musik (Philips)
- 1973: Sketsch Up Nr. 2: Fritz hat ’ne Meise (Philips)
- 1974: Herzlichen Glückwunsch zur Eintrittskarte (Philips)
- 1974: Käse, Kunst und Pop-Gerümpel (Philips)
- 1975: Motive (Philips)
- 1975: Diese Scheibe ist ein Hit (7″-Single, Philips)
- 1976: Nur Engel singen schöner (Philips)
- 1976: Instrumentenschlacht (Phonogram)
- 1976: Die Königsblödler – Die besten Live Record-Dings (Philips)
- 1977: Musik im Eimer(Philips)
- 1977: Insterburger Pop-Spektakel (Phonogram/Philips)
- 1978: Insterburg Live ’78 (RCA)
- 1978: Sketch as Sketch Can – Nonsens am laufenden Band (RCA)

#### Insterburg & Co. (Zweitbesetzung)
- 1989: Ein faules Ei ist immer dabei (Ingo Insterburg, Marian Marajan, Jupi Sirius, Georg Himmelblau)
- 1990: Märchenhaftes (Ingo Insterburg, Marian Marajan, Jupi Sirius, Georg Himmelblau)
- 1993: Spassvogeleien (Ingo Insterburg, Marian Marajan, Georg Himmelblau)

### Literarische Werke
- 1972: Gedichte. Rautenberg, Leer.
- 1973: Das Leben des Otto Darmstatt. Roman. Rautenberg, Leer, ISBN 3-7921-0121-1.
- 1989: Das armseelige Liebesleben des intelligenten Johnny Käse. Bildungsroman. Otto Darmstatt Verlag.
- 1989: Ekel-Lyrik.
- 1993: Raucher- und Trinker-Lyrik. Otto Darmstatt Verlag.
- 2001: Die ersten 23456 Tage meines Lebens. Berlin Concert & Media, Berlin, ISBN 3-936399-00-X. (Neuauflagen 2003 mit Raucher- und Trinker-Lyrik und 2005 mit Raucher- und Trinker-Lyrik und 500 Zwei- und Mehrzeiler.)
- 2014: 5555 Gedichte (Band 1). Berlin Concert & Media, Berlin, ISBN 978-3-936399-11-0.
- 2014: 5555 Gedichte (Band 2). Berlin Concert & Media, Berlin, ISBN 978-3-936399-12-7.
- 2014: Raucher- und Trinker-Lyrik. Buch und CD/Hörbuch. Berlin Concert & Media, Berlin, ISBN 978-3-936399-08-0.

### Filmografie
- 1967: Pension Clausewitz, Regie Ralph Habib
- 1968: Quartett im Bett, Regie: Ulrich Schamoni
- 1969: Charley’s Onkel, Regie: Werner Jacobs
- 1974: Chapeau Claque, Regie: Ulrich Schamoni

## Auszeichnungen
- smago! Award 2014 in der Kategorie „Vorläufiges Lebenswerk – Kleinkunst“
- Blaues Herz für Kinderfreundlichkeit 2015[16]
- Satirischer Seniorenstift 2017 – Deutsches Kabarettarchiv[17]